# Primera Orden de San Francisco

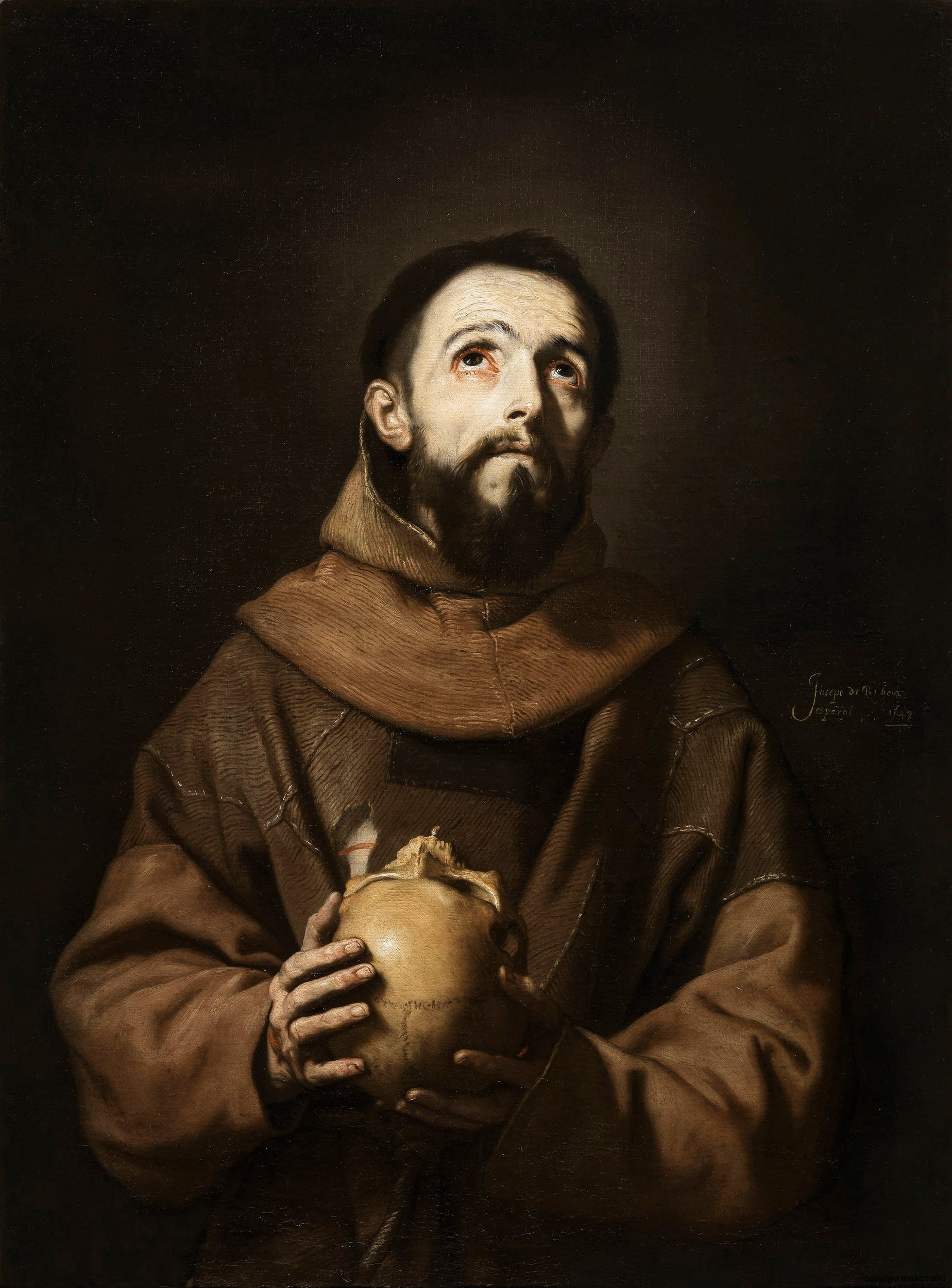
San Francisco de Asís. Cuadro de José de Ribera.

La Primera Orden de San Francisco es una orden de la Iglesia católica fundada por san Francisco de Asís en 1209. Se divide en tres ramas:  hermanos menores, hermanos menores conventuales y hermanos menores capuchinos.
Posteriormente, se fundaron la Segunda Orden, para religiosas, y la Tercera Orden, para seglares.

## Historia
Francisco Bernardone era hijo de un comerciante de paños llamado Pietro Bernardone y de Pica de Provenza. Eran de Asís. Entre 1201 y 1202 participó en la guerra contra Perusa. Fue hecho prisionero y llevado a Perusa. Regresó a Asís en 1203. En 1205 se hizo caballero a las órdenes de Gualterio de Brienne. En 1205 partió a Pulla como soldado, deteniéndose en Espoleto, donde tuvo una revelación religiosa. En 1206 renunció a los bienes de su familia para vivir en la pobreza. Se vistió con un hábito pobre y se puso a pedir limosna y a realizar obras de caridad con los leprosos. Colaboró en la restauración de las iglesias de San Damián, de San Pedro y de Santa María de los Ángeles (o Porciúncula). En 1207 se fue a Gubbio, donde se dedicó a cuidar leprosos. Posteriormente volvió a Asís. El 16 de abril de 1208 el noble Bernardo de Quintaval se interesó por su forma de vida y se reunió con él en Porciúncula. Juntos leyeron Mateo 19:21, Mateo 16:24 y Lucas 9:3. San Francisco decidió que aquellos versículos fuesen la base de las reglas de su orden, de la que Bernardo fue el primer hermano. El 24 de febrero de 1209, festividad de San Matías, escuchó en misa el texto del Evangelio de Mateo 10:5-10 y dejó de usar el bastón y las sandalias.
Posteriormente se unieron otros hermanos. Se llamaron Varones Penitentes de Asís. En 1209 viajó a Roma con varios hermanos de la orden. Primero se entrevistó con el obispo Guido de Asís, que también se encontraba en Roma y que era defensor de su obra, y luego con el cardenal Juan de San Pablo. El cardenal Juan le recomendó que se dedicase solamente a vivir de forma monástica o eremítica, pero Francisco le pidió que intercediese por la causa de su orden ante el papa. Francisco se reunió con Inocencio III, que aprobó de forma no escrita las reglas de su orden. Hacia 1210 Francisco le puso el nombre de Orden de Frailes Menores.
A partir de 1210 san Francisco de Asís tuvo su residencia habitual en la iglesia de Porciúncula, en Asís, Italia. Santa Clara, una joven muchacha noble de Asís, y su amiga Pacífica se hicieron seguidora de san Francisco en 1212. Posteriormente, otras mujeres siguieron su ejemplo. La Segunda Orden de San Francisco fue fundada para las religiosas. El obispo Guido de Cortona les entregó a estas monjas la iglesia de San Damián en Asís.
Francisco conoció al cardenal Hugolino, obispo de Ostia y Velletri, en 1216.
En 1217, durante la festividad de Pentecostés, se celebró el primer capítulo general en Porciúncula y la orden dividió su territorio en 12 provincias. En 1220, por petición de san Francisco, el cardenal Hugolino fue nombrado protector de la orden por el papa Honorio III. En el capítulo general de 1221 se estudia la primera regla de san Francisco y se acuerda la realización de una más breve. Francisco escribió la nueva regla en 1223 y esta fue aprobada por bula de Honorio III.
Francisco falleció en 1226. Fue canonizado por Gregorio IX en 1228 en Asís.

### Franciscanos de reformas entre los siglos XIV y XVI
En el siglo XIV hubo una reforma franciscana que se centró más en la pobreza y que fue conocida como de la regular observancia. Esta reforma empezó con los frailes Angelo da Clareno, Giovanni della Valle y Gentile da Spoleto. En 1368 Pablo de Foligno fundó el primer monasterio de la regular observancia en el santuario de Bruliano.
En España, Pedro de Villacreces fundó conventos franciscanos más centrados en el ideal de la pobreza a partir de 1334. La forma de vida de los villacrecianos fue aprobada por el papa Benedicto XIII por bula de 1395.
En el siglo XV el español Juan de la Puebla se hizo jerónimo. Posteriormente prefirió hacerse franciscano de la regular observancia y en 1480 se trasladó a Italia, donde vivió en las ermitas de Le Carceri y Greccio. Viajó a Roma y se reunió con el papa Sixto IV con la solicitud de fundar una congregación franciscana reformada en España. Posteriormente, se instaló a las afueras de Asís. Recibió la aprobación de Inocencio VIII con la bula Sacrae Religionis del 25 de marzo de 1487. En el capítulo general de los franciscanos de 1495, celebrado en la localidad francesa de La Rupella, se aprobó el proyecto de Juan de la Puebla. Esta nueva congregación se instaló en la provincia de Córdoba y fue llamada Custodia de los Ángeles.
El español Juan de Guadalupe, discípulo de Juan de la Puebla, fundó los franciscanos descalzos en 1494 en Extremadura. Esta congregación fue aprobada por Alejandro VI con el breve Sacro-sanctae militantis Ecclesiae de 1496.
Por el aumento de los franciscanos observantes a comienzos del siglo XVI, en el capítulo general de los franciscanos que tuvo lugar en Roma en 1517 se crea una diferenciación específica entre franciscanos conventuales y franciscanos observantes. Esto fue aprobado por León X con la bula Ite et vos in vineam meam de 1517.
En el siglo XVI el beato Mateo de Bascio se hizo franciscano observante. Como deseaba vivir con una mayor humildad, en 1525 abandonó el convento de Montefiorentino, en Montefalcone Appennino, para vivir como eremita. Posteriormente, otros religiosos le acompañaron en su modo de vida. Estos frailes fueron conocidos como los capuchinos. Fueron aprobados por Clemente VII en 1528, con la intervención de la noble Caterina Cibo, que era sobrina del papa. En 1619 el papa Paulo V les otorgó a los capuchinos un ministro general autónomo.
En 1515 san Pedro de Alcántara se hizo franciscano descalzo en el convento de los Majarretes. Entre 1538 y 1541 fue el superior de la provincia franciscana de San Gabriel. En 1556 se instaló en el monasterio del Palancar, en la provincia de Cáceres. Haciendo apostolado en la provincia conoció a Carlos V y a su hija Juana, que se encontraban en el monasterio de Yuste y que le pidieron asistencia espiritual, al obispo Diego Enríquez, a los condes de Oropesa y a san Francisco de Borja. Fundó varios conventos franciscanos reformados (alcantarinos) en España y su obra se extendió a otros países.
A finales del siglo XVI un fraile capuchino llamado François Doziech creó en Francia los franciscanos recoletos, similares a los franciscanos de la reforma en Italia y a los franciscanos descalzos de España.

## Organización actual
En el capítulo general de 1895, ratificado por León XIII con la constitución apostólica Felicitate quadam de 1897, se determinó que los franciscanos de la regular observancia, los descalzos y los recoletos se unificaran con el nombre de Orden de Frailes Menores. De esta forma, la Primera Orden Franciscana se divide en tres ramas:
- Orden de Hermanos Menores (O. F. M.).
- Orden de Hermanos Menores Conventuales (O. F. M. Conv.).
- Orden de los Hermanos Menores Capuchinos (O. F. M. Cap.).